# Jones Lang LaSalle
Jones Lang LaSalle Incorporated ist ein US-amerikanisches Dienstleistungs-, Beratungs- und Investmentmanagement-Unternehmen im Immobilienbereich. Es gehört laut der US-amerikanischen Zeitschrift Fortune zu den umsatzstärksten US-Unternehmen – den sogenannten Fortune 500 – und belegt auf der Liste im Jahr 2020 Rang 179.
JLL war Ende Juni 2023 weltweit mit über 103.000 Beschäftigten in mehr als 80 Ländern tätig. Der Jahresumsatz betrug 2022 nach eigenen Angaben 20,9 Milliarden Dollar. LaSalle Investment Management, der Investment-Management Geschäftszweig des Unternehmens, verwaltete Ende 2019 ein Vermögen von 67,6 Milliarden Dollar.

## Geschichte
1783 nahm Richard Winstanley eine Geschäftstätigkeit als Auktionator in London auf, die ab 1806 von seinem Sohn fortgeführt wurde. Aus dem Unternehmen Winstanley entstand 1939 nach einer Vielzahl von Partnerschaften und Fusionen Jones Lang Wootton & Sons. Nach dem Ende des Zweiten Weltkrieges machte sich Jones Lang Wootton 1945 an die Aufgabe, Grundstücksgrenzen zu dokumentieren und die Eigentümer tausender kleiner Parzellen ausfindig zu machen, da auch die Katasterunterlagen infolge von Bombenangriffen vernichtet wurden. Damit legte das Unternehmen den Grundstein, um 1954 mit Entwicklungslizenzen und Agenturaufträgen beim Wiederaufbau der Stadt London mitzuwirken. Jones Lang Wootton begann 1957 mit seiner internationalen Expansion durch die Eröffnung von Büros in Australien und später in Neuseeland, Singapur, Malaysia, Hongkong, Japan und Europa.
In El Paso (Texas) wurde 1968 IDC Real Estate gegründet. Nach der Expansion über die Landesgrenzen hinaus wurde der Geschäftssitz nach Chicago verlegt. IDC wurde in Folge umbenannt in LaSalle Partners und zu einem der führenden Immobilienunternehmen in den USA.
1973 eröffnete Jones Lang Wootton sein erstes Büro in Deutschland und 1975 in New York das erste Büro in den USA. 1997 erfolgte der Börsengang von LaSalle Partners an der New York Stock Exchange.
In der bis dato größten internationalen Fusion der Immobilienbranche schlossen sich 1999 Jones Lang Wootton und LaSalle Partners zu Jones Lang LaSalle zusammen. 
In Deutschland entwickelte sich Jones Lang LaSalle 2008 durch die Zukäufe von Brune Consulting Management und Kemper’s, dem Marktführer im Segment Einzelhandelsimmobilien. Jones Lang LaSalle übernahm unter anderem den Einzelhandelsspezialisten Churston Heard in Großbritannien und Alkas in der Türkei. Mit der Übernahme des Londoner Immobiliendienstleisters King Sturge wurde JLL 2011 Marktführer in Großbritannien und Kontinentaleuropa. Neben King Sturge tätigte JLL 2011 acht weitere Akquisitionen in den USA, Südafrika, Singapur und Indonesien, darunter Procon, DST International und Keystone Partners. Zu den Akquisitionen zählen 2012 MPS Property im Januar, JER Partners im März sowie Credo Real Estate und 360 Commercial Partners im Juli. Anfang des Jahres 2016 wurde in Deutschland die ACREST Property Group GmbH im Bereich Asset Management akquiriert und in Folge als JLL Retail Asset Management GmbH integriert. 2017 wurde die Zabel Property AG erworben und 2018 wurde aus Zabel Property JLL Residential Development. 2017 wurde das Tochterunternehmen JLL Spark gegründet. 2019 übernahm JLL den Immobilieninvestment-Dienstleister HFF.

## JLL Spark
JLL Spark soll neue Produkte entwickeln, strategische Investitionen tätigen und Proptech-Startups gründen oder unterstützen. Dazu gründete JLL Spark einen eigenen Investitionsfonds mit einem Volumen von 100 Millionen Dollar, welcher dazu bestimmt ist, in Proptech-Firmen zu investieren.

## Deutscher Markt
Es gibt zwölf deutsche JLL-Standorte, darunter die sieben größten Immobilienmetropolen Berlin, Düsseldorf, Frankfurt, Hamburg, Köln, München und Stuttgart.